# Myrmothera
Myrmothera – rodzaj ptaków z rodziny kusaczek (Myrmotheridae).

## Zasięg występowania
Rodzaj obejmuje gatunki występujące w Ameryce Centralnej i Południowej.

## Morfologia
Długość ciała 11,8–16,5 cm; masa ciała 38–64 g.

## Systematyka

### Etymologia
- Myrmothera (Myrmecothera): gr. μυρμος murmos „mrówka”; -θηρας -thēras „łowca”, od θηραω thēraō „polować”, od θηρ thēr, θηρος thēros „bestia, zwierzę”[6].
- Codonistris: gr. κωδωνιον kōdōnion „dzwoneczek”, od zdrobnienia κωδων kōdōn, κωδωνος kōdōnos „dzwonek”[7]. Gatunek typowy: Myrmornim campanisonam Hermann, 1783.

### Podział systematyczny
Do rodzaju należą następujące gatunki:
- Myrmothera fulviventris (P.L. Sclater, 1858) – kusaczek ciemnogłowy
- Myrmothera berlepschi (Hellmayr, 1903) – kusaczek amazoński
- Myrmothera dives (Salvin, 1865) – kusaczek północny
- Myrmothera simplex (Salvin & Godman, 1884) – kusaczek wenezuelski
- Myrmothera campanisona (Hermann, 1783) – kusaczek krzykliwy
- Myrmothera subcanescens Todd, 1927 – kusaczek rdzawogrzbiety